# Aires Jácome Correia
Aires Jácome Correia (Lisboa, 9 de agosto de 1882 — Genebra, 21 de outubro de 1937), 2.º conde e primeiro e único marquês de Jácome Correia, foi um rico proprietário da cidade de Ponta Delgada, nos Açores. Destacou-se também como historiador e homem de múltiplos interesses, sempre ao serviço da comunidade onde tinha raízes sua família paterna.

## Biografia
Filho de Pedro Jácome Correia, 1.º conde de Jácome Correia, e de Libânia Amélia Ferreira, descendia por parte de pai de ilustres famílias micaelenses. Casou nas Furnas, aos 15 de novembro de 1917, com Joana de Chaves Cymbron Borges de Sousa (Espinho, 7 de setembro de 1894 – Ponta Delgada, 24 de maio de 1990). Tiveram duas filhas: Margarida Vitória e Maria Josefa Gabriela.
Herdeiro de uma grande fortuna e um dos maiores proprietários fundiários da ilha de São Miguel, notabilizou-se pela sua acção de mecenas e historiador. Profundamente culto, abordou nos seus escritos os mais diversos temas relacionados com a vida do arquipélago, empenhando-se a par com o seu primo José do Canto, outro importante vulto da ilha de São Miguel, no desenvolvimento cultural e económico da sua terra.
Também teve destacado envolvimento na vida política açoriana, tendo, na tradição familiar, tentado liderar o Partido Regenerador do Distrito de Ponta Delgada na fase final do regime monárquico, embora sem grande êxito.
Apaixonado pelas artes foi grande protector de diversos artistas açorianos, nomeadamente na decoração do seu palácio em Ponta Delgada, o Palácio de Santana, hoje sede da Presidência do Governo dos Açores, feita à feição regionalista, movimento intelectual e político a que pertenceu na década de 1920.
Herdou o título de conde de Jácome Correia, por verificação de segunda vida, sendo elevado a marquês, com o título de Marquês de Jácome Correia criado em 31 de Outubro de 1901 por D. Carlos I, rei de Portugal, a seu favor. O título foi concedido na sequência da visita da família real portuguesa às ilhas, realizada em julho de 1901, durante a qual o casal real foi hospedado por Aires Jácome Correia durante a sua permanência em Ponta Delgada.
Fundou e dirigiu a Revista Michaelense, que se publicou entre 1918 e 1921, na qual incluiu numerosa colaboração pessoal, da qual se destaca o estudo sobre a revolução liberal de Ponta Delgada (de 1821). Apoiou financeiramente a publicação do Arquivo dos Açores, nomeadamente a impressão dos volumes XIII e XIV (1920-1927) e foi o delegado em Lisboa da Comissão Distrital da polémica Comemoração do V Centenário do Descobrimento dos Açores (1932).

## Publicações
Deixou publicada uma vasta obra sobre a história dos Açores, que inclui:
- (1920-21), "História Documental da Revolução de 1821 na Ilha de S. Miguel para a separação do governo da Capitania-Geral da ilha Terceira". Revista Michaelense, III-IV, 1920-1921.
- A Ilha da Madeira, Impressões e Notas. Coimbra, Imp. da Universidade, 1922.
- Leituras sobre a História do Vale das Furnas. Ponta Delgada, Artes Gráficas, 1924.
- História da Descoberta das Ilhas. Coimbra, Imp. da Universidade, 1926.
- Discussão Historica das Medidas Geographicas no século XVI. Lisboa, 1930.
- No V Centenário do Descobrimento dos Açores. Ponta Delgada, Artes Gráficas, 1932.